# Автандилов, Георгий Герасимович
Георгий Герасимович Автандилов (21 сентября 1922, Кизляр, Терская область — 14 декабря 2009) — советский патологоанатом, доктор медицинских наук, профессор; Заслуженный деятель науки РСФСР (1990), академик РАЕН (1992).

## Биография
Родился 21 сентября 1922 года в Кизляре Терской области Северо-Кавказского края (ныне — Дагестан) в семье одного из видных организаторов советского здравоохранения Герасима Христофоровича Автандилова (31.05.1891—15.02.1966); мать — Маргарита Исаевна, урождённая Ильязова (21.08.1901—12.03.1987).
В 1939 году с отличием окончил Кизлярскую среднюю школу № 14 и поступил в Новочеркасский индустриальный институт на энергический факультет. В 1940 году был призван на действительную военную службу: служил в 95-м отдельном батальоне связи 86-й Краснознаменной дивизии 10-й армии в Цехановеце. В начале Великой Отечественной войны попал в плен и до марта 1945 года находился в концлагере Ламсдорф № 318. Сразу после освобождения, с 18 марта 1945 года по 9 мая принимал участие в боях — был автоматчиком 240-го стрелкового полка 21-й Гвардейской армии. Был награждён орденом Отечественной войны II степени и 14 медалями, среди которых медаль «За отвагу».
После демобилизации продолжил обучение и в 1951 году с отличием закончил Северо-Осетинский государственный медицинский институт. Был назначен заведующим патологоанатомическим отделением Нальчикской, затем — Республиканской больницы Кабардино-Балкарской АССР. В 1952 году совершенствовался в Ленинградском государственном институте усовершенствования врачей под руководством профессора П. В. Сиповского.
В 1958 году вновь занимался в Ленинградском государственном институте усовершенствования врачей; подготовил (по руководством П. В. Сиповского) и защитил кандидатскую диссертацию «К функциональной, возрастной и патологической морфологии сосудистых сплетений головного мозга». С 1961 года — заслуженный врач Кабардино-Балкарии.
В 1965 году в АМН СССР защитил докторскую диссертацию «Динамика морфологических изменений и патогенез атеросклероза аорты и венечных артерий сердца человека (биометрическое исследование)» (научный консультант — академик АМН СССР А. П. Авцын) и был назначен руководителем первой в стране лаборатории морфометрии и биофизики в Институте морфологии человека АМН СССР.
В 1970—1975 годах руководил Центральной патологоанатомической лабораторией, с 1975 года — профессор и заведующий (в 1980—1990 гг.) кафедры патанатомии Центрального института усовершенствования врачей (ЦИУВ), был деканом медико-биологического факультета ЦИУВ. С 1974 по 1984 годы был главным патологоанатомом Министерства здравоохранения РСФСР. В 1978—1984 годах был членом Учёного медицинского совета Министерства здравоохранения СССР.
Г. Г. Автандилов основал новое научное направление — математическую патологию на базе компьютеризированных методов морфометрии и стереометрии («сетка Автандилова»), создал советскую школу количественной морфологии, получившую широкую известность в СССР и за рубежом. Им было подготовлено 64 кандидата и 30 докторов медицинских и биологических наук. Он автор более 400 печатных работах, в числе которых: 14 монографий и руководств, 29 пособий, методических рекомендаций, инструкций, сборников тестов и 360 научных статей. Он — автор 11 изобретений и 1 открытия.
Автандилов — заслуженный деятель науки Республики Северная Осетия-Алания, заслуженный профессор Владикавказской государственной медицинской академии, заслуженный деятель науки РСФСР, действительный член Российской академии естественных наук.
Был избран почётным членом обществ патологов Германии, Венгрии и Чехословакии, членом Международного общества стереологов и Европейского общества патологов. Международные библиографические центры США (Рейли) и Великобритании (Кембридж) с 1992 года неоднократно избирали его человеком года и десятилетия, а в 1999 году ему было присвоено почётное звание «Человек мира 2000/2001 года».
За развитие медицины был награждён серебряной медалью РАЕН имени Павлова (1998) и Почётным знаком им. В. Н. Татищева «За пользу отечеству» (2000).
Умер 14 декабря 2009 года. Был похоронен на Армянском кладбище в Москве (уч. 6).

## Семья
Жена: Лилия Иосифовна, урождённая Осипова. Их дети, дочь Елена и сын Александр стали также врачами; Александр Георгиевич Автандилов (1954—2021) — доктор медицинских наук, профессор, зав. кафедрой РМАПО.